# Jeffrey Hammond-Hammond

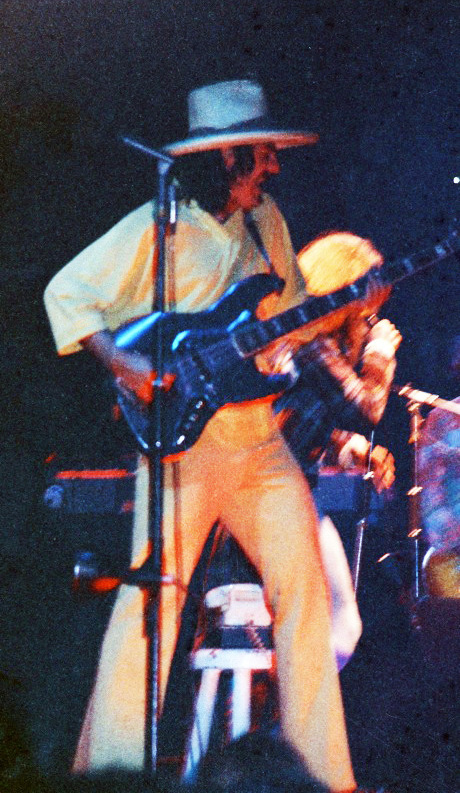
Jeffrey Hammond-Hammond in 1973

Jeffrey Hammond-Hammond (Blackpool, 30 juli 1946) was bassist van de Britse progressieve rockband Jethro Tull in de periode 1971 tot 1975. Zijn officiële naam is Jeffrey Hammond, maar omdat de meisjesnaam van zijn moeder toevallig ook Hammond was, nam hij de artiestennaam met dubbele Hammond aan.
Hammond-Hammond is een schoolvriend van Ian Anderson sinds zijn 17e, en ze zaten samen in verscheidene bandjes in Blackpool (samen met onder anderen John Evan en Barriemore Barlow). Na de Grammar School koos hij om zich te richten op schilderen in plaats van muziek. Intussen richtte Anderson Jethro Tull op, en schreef drie nummers over zijn vriend:
- A Song For Jeffrey (1968)
- Jeffrey Goes To Leicester Square (1969)
- For Michael Collins, Jeffrey And Me (1970)

In 1971 vroeg Anderson hem om lid te worden van Jethro Tull - iets wat hij niet weigerde. Hij stond bekend om zijn zwart-wit gesteepte kostuum op het podium met bijpassende basgitaar. In 1975 heeft hij dat pak bij zijn vertrek van de band letterlijk verbrand. Nu is hij kunstschilder. Hij werd moslim nadat hij trouwde met een Iraanse prinses.
Ian Anderson over het vertrek van zijn goede vriend: "He returned to his first love, painting, and put down his bass guitar, never to play again."